# Pueblo Viejo (Guaynabo)
Pueblo Viejo es un barrio ubicado en el municipio de Guaynabo en el estado libre asociado de Puerto Rico. En el Censo de 2010 tenía una población de 23816 habitantes y una densidad poblacional de 1.931,4 personas por km².

## Geografía
Pueblo Viejo se encuentra ubicado en las coordenadas 18°24′49″N 66°6′49″O / 18.41361, -66.11361. Según la Oficina del Censo de los Estados Unidos, Pueblo Viejo tiene una superficie total de 12.33 km², de la cual 11.98 km² corresponden a tierra firme y (2.81%) 0.35 km² es agua.

## Demografía
Según el censo de 2010, había 23816 personas residiendo en Pueblo Viejo. La densidad de población era de 1.931,4 hab./km². De los 23816 habitantes, Pueblo Viejo estaba compuesto por el 80.21% blancos, el 11.34% eran afroamericanos, el 0.6% eran amerindios, el 0.26% eran asiáticos, el 0.03% eran isleños del Pacífico, el 5.2% eran de otras razas y el 2.35% pertenecían a dos o más razas. Del total de la población el 97.71% eran hispanos o latinos de cualquier raza.